# West Side Big Band
West Side Big Band är ett svenskt storband från Stockholm.

## Historia
Bandet bildades på 1970-talet i musikskolan i Västerort. Efter ett par år blev medlemmarna för gamla för att få vara med i ett storband i musikskolans regi. Bandet sparkades ut och blev ett fristående amatörstorband. Några av de ursprungliga medlemmarna är fortfarande aktiva.

## Musikstil
West Side Big Bands musikstil kan beskrivas som en blandning mellan swing och pop. Bandet blandar friskt mellan stilarna och spelar gärna musik ur olika genrer. Det finns arrangemang ur Count Basie, Buddy Rich, Abba och Beatles repertoarer.

## Webbsida
- http://www.wsbb.se